# Néron
Néron é uma comuna francesa na região administrativa do Centro, no departamento Eure-et-Loir. Estende-se por uma área de 19,25 km². Em 2010 a comuna tinha 672 habitantes (densidade: 34,9 hab./km²).